# Dasypoda sinuata
Dasypoda sinuata är en biart som beskrevs av Pérez 1895. Dasypoda sinuata ingår i släktet byxbin, och familjen sommarbin. Inga underarter finns listade i Catalogue of Life.